# جی‌ئی‌کی ترنا
جی‌ئی‌کی ترنا (یونانی: ΓΕΚ ΤΕΡΝΑ) شرکت خوشه‌ای یونانی است، که در سال ۱۹۶۹ تأسیس شد.